# LFFA Division II 2017
La LFFA Division II 2017 è stata la 3ª edizione del campionato di football americano di secondo livello, organizzato dalla LFFA.

## Squadre partecipanti
| Club                     | Città     | Stadio | Sponsor ufficiale | Risultato nella stagione 2016 |
| ------------------------ | --------- | ------ | ----------------- | ----------------------------- |
| Andenne Bears            | Andenne   |        |                   |                               |
| Charleroi Coal Miners    | Charleroi |        |                   |                               |
| Mons Knights             | Mons      |        |                   |                               |
| Wallonie Picarde Phoenix | Tournai   |        |                   |                               |

## Stagione regolare

### Calendario

#### 1ª giornata
| Roux 26 febbraio 2017, ore 14:00 | Charleroi Coal Miners | 27 – 6 | Wallonie Picarde Phoenix |  |

#### 2ª giornata
| Mons 12 marzo 2017, ore 12:00 | Wallonie Picarde Phoenix | 19 – 35 | Charleroi Coal Miners |  |

| Mons 12 marzo 2017, ore 15:00 | Mons Knights | 0 – 34 | Andenne Bears |  |

#### 3ª giornata
| Andenne 26 marzo 2017, ore 12:00 | Andenne Bears | 25 – 6 | Mons Knights |  |

#### 4ª giornata
| Andenne 9 aprile 2017, ore 12:00 | Mons Knights | 0 – 49 | Charleroi Coal Miners |  |

| Andenne 9 aprile 2017, ore 15:00 | Andenne Bears | 12 – 0 | Wallonie Picarde Phoenix |  |

#### 5ª giornata
| Tournai 23 aprile 2017, ore 12:00 | Wallonie Picarde Phoenix | 12 – 6 | Mons Knights |  |

| Tournai 23 aprile 2017, ore 15:00 | Charleroi Coal Miners | 6 – 12 | Andenne Bears |  |

#### 6ª giornata
| Tournai 7 maggio 2017, ore 12:00 | Charleroi Coal Miners | 13 – 6 | Mons Knights |  |

| Tournai 7 maggio 2017, ore 15:00 | Wallonie Picarde Phoenix | 35 – 0 | Andenne Bears |  |

#### 7ª giornata
| Roux 21 maggio 2017, ore 12:00 | Mons Knights | 0 – 34 | Wallonie Picarde Phoenix |  |

| Roux 21 maggio 2017, ore 15:00 | Charleroi Coal Miners | 34 – 6 | Andenne Bears |  |

### Classifica
La classifica della regular season è la seguente:
- PCT = percentuale di vittorie, G = partite giocate, V = partite vinte,  P = partite perse, PF = punti fatti, PS = punti subiti

| Pos. | Squadra                  | PCT  | G | V | N | P | PF  | PS  |
| ---- | ------------------------ | ---- | - | - | - | - | --- | --- |
| 1    | Charleroi Coal Miners    | .833 | 6 | 5 | 0 | 1 | 164 | 49  |
| 2    | Andenne Bears            | .667 | 6 | 4 | 0 | 2 | 89  | 81  |
| 3    | Wallonie Picarde Phoenix | .500 | 6 | 3 | 0 | 3 | 106 | 80  |
| 4    | Mons Knights             | .000 | 6 | 0 | 0 | 6 | 18  | 167 |

## Playoff e playout

### I LFFA Bowl DII
| Mons 4 giugno 2017, ore 12:00 | Charleroi Coal Miners | 44 – 7 | Andenne Bears |  |

### Playoff
| Andenne 25 giugno 2017, ore 12:00 | Charleroi Coal Miners | 12 – 0 | Grez-Doiceau Fighting Turtles |  |

### Playout
| Andenne 25 giugno 2017, ore 15:00 | Brussels Tigers B | 8 – 0 | Mons Knights |  |

## Verdetti
- Charleroi Coal Miners Vincitori della LFFA DII 2017